# NGC 342
NGC 342 je galaksija u zviježđu Kit.

## Vanjske poveznice
- SEDS: NGC 342